# Elizabeth Wilbraham

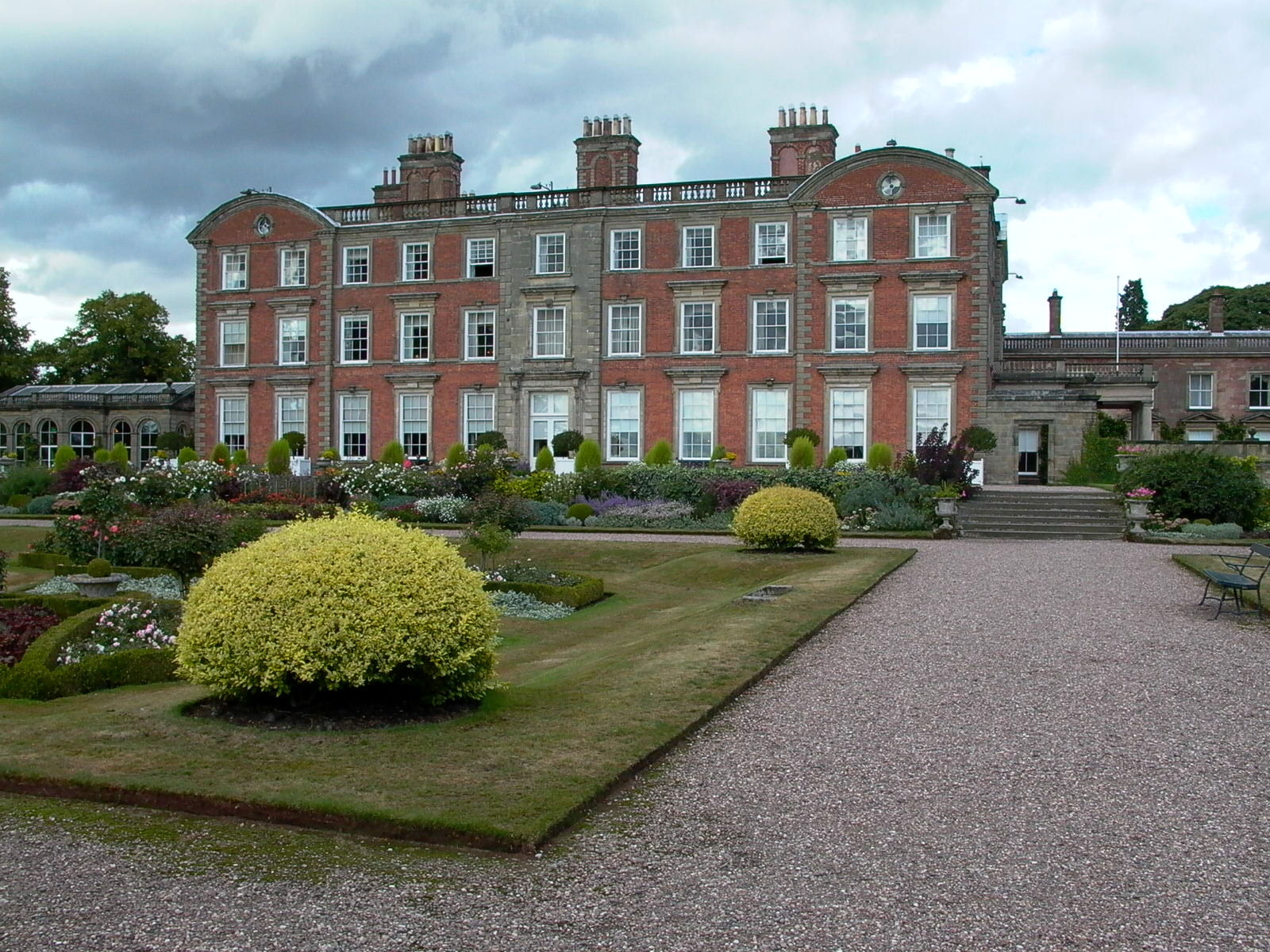
Weston Park

Lady Elizabeth Wilbraham (1632–1705), nacida Mytton, fue una miembro de la aristocracia inglesa, tradicionalmente identificada como una importante promotora de arquitectura. Junto a Katherine Bricçonnet, Lady Anne Clifford y Bess de Hardwick es una de las primeras arquitectas conocidas. Además de una docena de residencias familiares y un gran número de iglesias, se le atribuyen unas 400 construcciones.

## Primeros años
Elizabeth Mytton nace en el seno de una familia pudiente. Casada a los 19 años con sir Thomas Wilbraham, heredero del título nobiliario de baronet de Wilbraham, inicia con él un largo viaje de recién casados por Europa que le brinda la oportunidad de adquirir nuevos conocimientos de arquitectura.
En Holanda, Elizabeth Wilbraham conoce al arquitecto Pieter Post, considerado el fundador del estilo barroco holandés. Ella estudia la obra de Palladio en el Véneto, Italia, y la Residencia de Landshut, en la Baja Baviera.

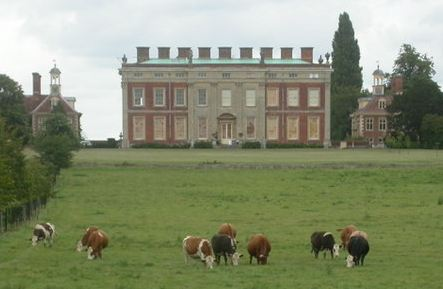
Wotton House

## Vida personal
Se conoce poco de la vida privada de Wilbraham, exceptuando unas cartas privadas descubiertas en el año 2008 que han pasado a la Oficina de Registros de Staffordshire. Las cartas recogen la búsqueda por parte de Elizabeth de maridos adecuados para sus hijas, Grace y Margaret. Según el ejecutivo de marketing de la Fundación Weston Park, "Las cartas muestran la importancia de un matrimonio adecuado en la aristocracia de la época. Ella era una mujer verdaderamente fuerte que sabía lo que quería y cómo conseguirlo".

## Trayectoria
Un libro del año 2012 del historiador John Millar, quien después de 50 años de investigación afirma que Wilbraham se trata de la primera mujer arquitecta conocida, aunque existen datos de otras que construyeron previamente como Katherine Bricçonnet, Lady Anne Clifford y Bess de Hardwick. 
En 2007 los propietarios de la casa señorial Wotton House convocaron un congreso con el fin de averiguar la identidad del arquitecto original de la vivienda. El congreso conllevó a la publicación de al menos dos trabajos: en 2010 Sir Howard Colvin propuso que John Fitch podría haber sido el arquitecto original, y meses más tarde, Millar, conocedor de la teoría de Colvin, sugirió la alternativa de Wilbraham como arquitecta.
Puesto que en el siglo XVII era imposible para una mujer dedicarse a una profesión se afirma que Wilbraham habría empleado a hombres arquitectos como ejecutantes para supervisar las construcciones en su lugar. Se cree que habría diseñado más de una docena de viviendas para su familia y, por la inclusión de detalles de diseño distintivos e inusuales, Millar ha establecido que se trata de la arquitecta de 18 iglesias en Londres (oficialmente atribuidas a Christopher Wren). Por la incorporación tardía de Wren como arquitecto, Millar ha sugerido que Wilbraham se trataría de su más probable tutora.
Hasta 400 edificios se han sugerido por Millar como posibles trabajos de Elizabeth Wilbraham. Casi todos generalmente muestran similitudes con arquitectura holandesa o italiana. Wilbraham poseía una edición de 1663 del libro de Palladio  I Quattro Libri dell'Architettura a la que añadió numerosas anotaciones.
En el acreditado y enciclopédico Biographical Dictionary of British Architects, 1600-1840 (4.ª edición; 2008) de sir Howard Colvin, sin embargo, ella es mencionada una sola vez. Su alusión es a modo de promotora de arquitectura. También fue omitida por Nikolaus Pevsner en su libro The Buildings of England (1974) a pesar de que menciona sus obras.

## Proyectos destacados
- Weston Park, Staffordshire (1671) -  fuentes como el English Heritage atribuyen el proyecto a Elizabeth Wilbraham con William Taylor como arquitecto de ejecución de la obra.[7]
- Wotton House, Buckinghamshire (reconstrucción, 1704-1714) - de arquitecto desconocido, se considera posible que se trate de Wilbraham o de John Fitch.[3]